# Creepy Nuts

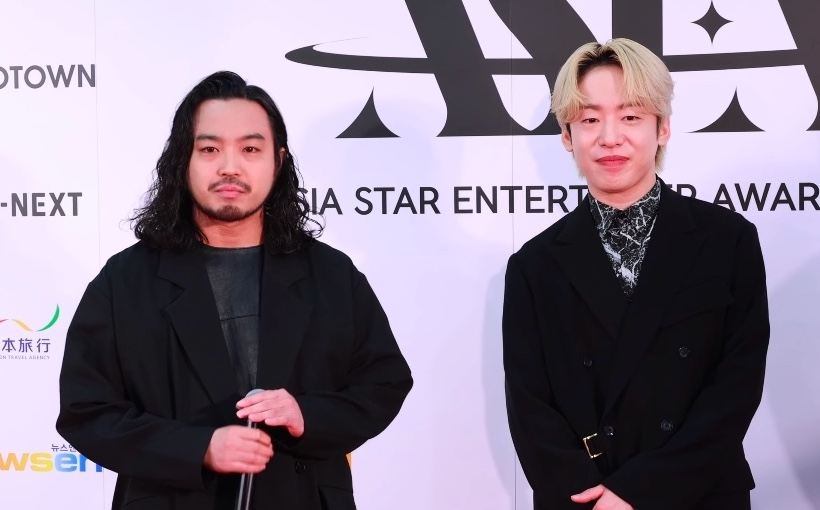
Creepy Nuts

Creepy Nuts(크리피 너츠)는 DJ 마츠나가(DJ Matsunaga)와 R-시테이(R-Shitei)로 구성된 일본 힙합 듀오이다. 2017년 메이저 레이블로 데뷔했다.
싱글 "Bling-Bang-Bang-Born"은 애니메이션 시리즈 마슐(Mashle: Magic and Muscles)의 두 번째 시즌 오프닝 테마로 2024년 1월 7일에 발매되었다. 이 곡은 8주 연속 빌보드 재팬 핫 100 1위를 차지했으며, 리드 아티스트로서 듀오의 첫 번째 차트 1위 싱글이 되었다. 또한 빌보드 글로벌 200에서 8위에 오르는 등 전 세계적으로 히트를 쳤다.
이 듀오는 2022년 애니메이션 시리즈 철야의 노래의 오프닝 및 엔딩 테마를 연주했으며 애니메이션 6화에 카메오로 출연했다.
플래티넘 인증을 받은 "노비시로"를 포함하여 여러 곡이 스트리밍 부문에서 일본레코드협회의 인증을 받았다.

## 구성원
- DJ 마츠나가
- R-시테이